# Emilie Hoguet

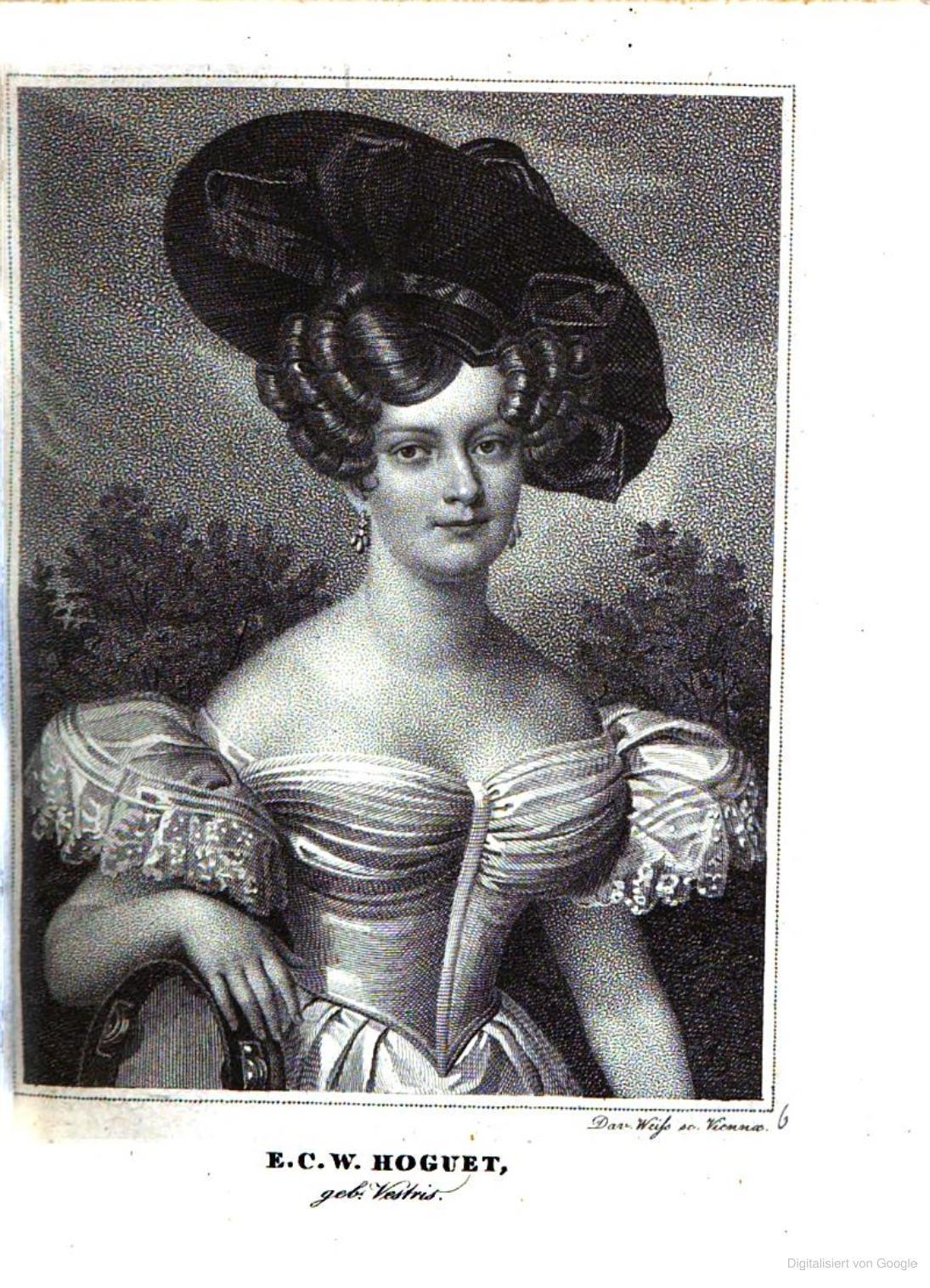
Emilie Hoguet (1801–1869), um 1830

Emilie Wilhelmine Caroline Hoguet geborene Vestris (* 16. Februar 1801 in Rheinsberg; † 19. August 1869 in Berlin) war eine deutsche Tänzerin und Mitglied des Berliner Hoftheaters.

## Herkunft
Ihre Eltern waren der königliche Bibliothekar Etienne (Stefano) Vestris und dessen Ehefrau Sophie Dorothea Classe.
Ihre Schwester Rosa (* 12. März 1796; † nach 1844 in Riga) heiratete den Geheimen Regierungsrat und Korrespondenzsekretär von König Wilhelm I. Ferdinand Borck (1791–1861), sie war Solotänzerin, Figurantin und Mätresse des Königs Wilhelm I.

## Leben
Emilie erhielt eine sorgfältige Erziehung und kam mit 8 Jahren zur Tanzschule des Ballettmeisters Stephan Lauchery. Dort wurde man auf ihr Talent aufmerksam und so konnte sie 1816 auf königliche Kosten nach Paris gehen, um sich unter Anatole (1789–1857) zwei Jahre lang zu vervollkommnen. Auf ihrer Rückreise gastierte sie erfolgreich in Brüssel und Aachen. In Berlin wurde sie dann Solotänzerin im Hoftheater. Im Dezember 1818 führte sie zum ersten Male im Ballett »das Fest der Terpsichore« auf und wurde von da an der Liebling des Publikums. Im Jahr 1821 heiratete sie den Solotänzer und Choreographen Hoguet. Das Paar gastierte einige Jahre später in Norddeutschland, so in Dobberan, Rostock und Hamburg. Durch eine Erbschaft wurde das Ehepaar 1829 finanziell unabhängig, beide traten noch 1829 und 1830 in Stettin und Kassel auf, zogen sich aber danach ins Privatleben zurück.
Ihre Bewegungen galten als anmutig, waren stets von einer heiligen Schicklichkeit begleitet und wichen nie aus dem Bereich der Grazien. Sie beeindruckte das Publikum mit strahlender Schönheit und herzgewinnender, ernster Lieblichkeit. Ein unbescholtener Lebenswandel, häusliche Tugenden, Geist und Bildung sichern dieser schönen Frau auch außer der Bühne die allgemeine Achtung.

## Familie
Sie heiratete 1821 in Berlin den Choreographen Michel François Hoguet (* 17. Juni 1793; † 5. April 1871). Das Paar hatte mehrere Kinder:
- Charles (1821–1870), Maler
- Louis (1825–1900), Solotänzer und Landschaftsmaler ⚭ Agnes Köbisch (1835–1902), Tänzerin
- Mathilde (1833–1878) ⚭ Wilhelm Frey (1826–1911), Maler